# The Edge of Seventeen
Nổi loạn tuổi 17  là một phim điện ảnh hài-chính kịch tuổi mới lớn do Kelly Fremon Craig biên kịch kiêm đạo diễn. Phim có sự tham gia của Hailee Steinfeld, Woody Harrelson, Kyra Sedgwick và Haley Lu Richardson. Quá trình quay phim chính bắt đầu vào ngày 21 tháng 10 năm 2015 tại Vancouver và kết thúc vào ngày 3 tháng 12 năm 2015.
Phim được ra mắt tại Liên hoan phim quốc tế Toronto 2016 vào ngày 16 tháng 9 năm 2016, và được công chiếu tại các rạp phim vào ngày 18 tháng 11 năm 2016 thông qua hãng STX Entertainment. Phim nhận được nhiều đánh giá tích cực và thu về hơn 18 triệu USD so với kinh phí làm phim 9 triệu USD.

## Nội dung
Nadine Franklin (Hailee Steinfeld) thú nhận với Thầy Bruner (Woody Harrelson), giáo viên môn lịch sử của cô, rằng cô đang có ý định tự kết liễu đời mình. Những lời đe dọa cũng như lời hồi đáp của thầy giáo cho thấy rõ mối quan hệ gượng gạo giữa hai người. Nadine kể lại: Năm lên bảy, sự khác biệt giữa Nadine và anh trai cô Darian (Blake Jenner) là vô cùng rõ ràng. Nadine còn có mối quan hệ không tốt với người mẹ Mona (Kyra Sedgwick) hay làm quá mọi chuyện lên của mình, và bố cô (Eric Keenleyside) là người bạn duy nhất của cô ngay lúc đó. Năm 13 tuổi, Nadine có thêm một mối quan hệ với người bạn thân Krista (Haley Lu Richardson). Sau cái chết của người cha, Nadine trở về lại với thăng trầm. Cho tới khi Nadine 17 tuổi, Krista là "phần tốt" duy nhất trong đời cô.
Một đêm, Nadine và Krista bị say rượu, trong khi đó Darian tổ chức tiệc bơi tại nhà riêng của hai người. Nadine ngủ quên, và tỉnh dậy để phát hiện ra Krista đang trên giường với Darian. Krista cố gắng sửa chữa mọi thứ nhưng Nadine thì lại giày vò với chuyện bạn thân mình cặp kè với anh trai. Cô cảm thấy cô độc, và lúc đó người bạn cùng lớp Erwin Kim (Hayden Szeto) có tình cảm với cô xuất hiện. Nadine ngoài ra cũng bị thu hút bởi một người anh trong trường, Nick Mossman (Alexander Calvert), người mà cô mới chỉ gặp một lần. Cùng lúc đó Nadine ép Krista chọn giữa mình và Darian, nhưng Krista nói rằng cô không muốn phải lựa chọn, và Nadine tức giận chấm dứt mối quan hệ bạn bè với Krista.

## Diễn viên
- Hailee Steinfeld vai Nadine Franklin[6]
- Haley Lu Richardson vai Krista[7]
- Blake Jenner vai Darian[8]
- Woody Harrelson vai Thầy Bruner[9]
- Kyra Sedgwick vai Mona[9]
- Hayden Szeto vai Erwin Kim[8]
- Eric Keenleyside vai Tom
- Laine MacNeil vai Cô gái Sữa chua TCBY
- Katie Stuart vai Jeannie
- Alexander Calvert vai Nick Mossman
- Meredith Monroe vai Greer

## Sản xuất
Nữ biên kịch kiêm đạo diễn điện ảnh Kelly Fremon Craig gửi một bản sao kịch bản phim cho nhà sản xuất James L. Brooks với hi vọng rằng Brooks sẽ tham gia sản xuất cho The Edge of Seventeen. Craig phát biểu, "Tôi đã viết một phiên bản đặc biệt cho bộ phim, và tôi cũng là một người hâm mộ điên cuồng của Jim trong nhiều năm. Anh ấy là người mà tôi noi gương theo từ khi tôi mới bắt đầu! Và là người mà tôi chưa từng nghĩ đến việc sẽ làm việc chung. Nhưng tôi đã gửi anh ấy phần kịch bản và anh đã chấp nhận tham gia vào dự án." The Edge of Seventeen là phim đạo diễn đầu tay của Craig và cô cũng tham gia đảm nhiệm vai trò sản xuất cho phim.
Ngày 4 tháng 8 năm 2015, Hailee Steinfeld được nhận tham gia dự án với vai diễn chính, còn Richard Sakai được nhận đảm nhiệm vị trí sản xuất cho phim. Ngày 24 tháng 9 năm 2015, Woody Harrelson và Kyra Sedgwick tham gia dàn diễn viên, với Harrelson đảm nhiệm một vai diễn giáo viên và Sedgwick vào vai mẹ của nhân vật chính. Ngày 6 tháng 10 năm 2015, Blake Jenner được tuyển vào vai anh trai của Nadine, một cầu thủ bóng đá đẹp trai nổi tiếng trong trường. Hayden Szeto được nhận vào vai diễn Erwin Kim, còn Haley Lu Richardson sau đó cũng tham gia dàn diễn viên với vai cô bạn thân Krista.
Quá trình quay phim chính diễn ra từ ngày 21 tháng 10 năm 2015 tại Hollywood North, rồi sau đó chuyển tới Anaheim, California. Công tác quay phim cũng được diễn ra tại khu vực Metro Vancouver và Trường Trung học Guildford Park và khu vực gần Thị trấn Trung tâm Guildford ở Surrey, British Columbia. Công tác quay phim kết thúc vào ngày 3 tháng 12 năm 2015.

## Phát hành
The Edge of Seventeen được phân phối bởi hãng STX Entertainment và ban đầu được dự kiến khởi chiếu vào ngày 30 tháng 9 năm 2016, sau đó mới bị dời lịch sang ngày 18 tháng 11 năm 2016. Stage 6 Films và Sony Pictures Releasing International giữ bản quyền phân phối phim tại một vài thị trường quốc tế.

## Tiếp nhận

### Doanh thu phòng vé
The Edge of Seventeen được công chiếu cùng thời điểm với Sinh vật huyền bí và nơi tìm ra chúng và Bleed for This, cũng như các suất chiếu mở rộng của Moonlight và Billy Lynn's Long Halftime Walk, và được dự đoán sẽ thu về 8 triệu USD từ 1.900 rạp chiếu phim. Tuy nhiên, sau mức doanh thu 1,8 triệu USD thu về trong ngày đầu công chiếu, dự đoán doanh thu cuối tuần giảm xuống chỉ còn khoảng 4–5 triệu USD; cuối cùng kết thúc với doanh thu ra mắt 4,8 triệu USD, đứng vị trí thứ 7 về doanh thu phòng vé. Đến nay, phim đã thu về tổng cộng 14,4 triệu USD doanh thu nội địa và 4,3 triệu USD doanh thu quốc tế, nâng tổng doanh thu toàn cầu lên đến 18.803.648 triệu USD.

### Đánh giá chuyên môn
The Edge of Seventeen nhận được nhiều ý kiến đánh giá tích cực từ giới chuyên môn, nhiều trong số đó khen ngợi khả năng diễn xuất của Steinfeld. Trên trang web tổng hợp kết quả đánh giá Rotten Tomatoes, phim được nhận mức đánh giá 95%, dựa trên 140 bài phê bình, với điểm trung bình 7,8/10. Trang mạng bình luận, "Phần kịch bản trau chuốt của The Edge of Seventeen – và diễn xuất ngoài mong đợi của Hailee Steinfeld – khiến phim trở thành một thứ gì đó hơn cả một bộ phim hài chính kịch tuổi mới lớn." Trên trang Metacritic, phim nhận được số điểm 77 trên 100, them 38 nhà phê bình, với chủ yếu là các đánh giá tích cực. Bình chọn của khán giả trên trang CinemaScore cho bộ phim điểm "A–" trên thang từ A+ đến F.
Đánh giá viên Alex Welch từ IGN cho phim điểm 8/10 kèm lời đề "The Edge of Seventeen của Kelly Fremon Craig là một tuyệt phẩm chân dung về tuổi trẻ, và những vùng vẫy để học cách chấp nhận chính bản thân mình. Nó sẽ khiến bạn cười và khóc, đôi khi là trong cùng một phân cảnh, và chưa bao giờ cảm thấy thành thật và xác thực hơn thế."